# Houthulst
Houthulst (in älteren deutschen Texten auch Houthoulst) ist eine belgische Gemeinde in der Region Flandern mit 10.464 Einwohnern (Stand 1. Januar 2024).

## Geografie
Die Gemeinde besteht aus dem Hauptort Houthulst sowie den Ortsteilen Klerken und Merkem.
Nachbargemeinden:

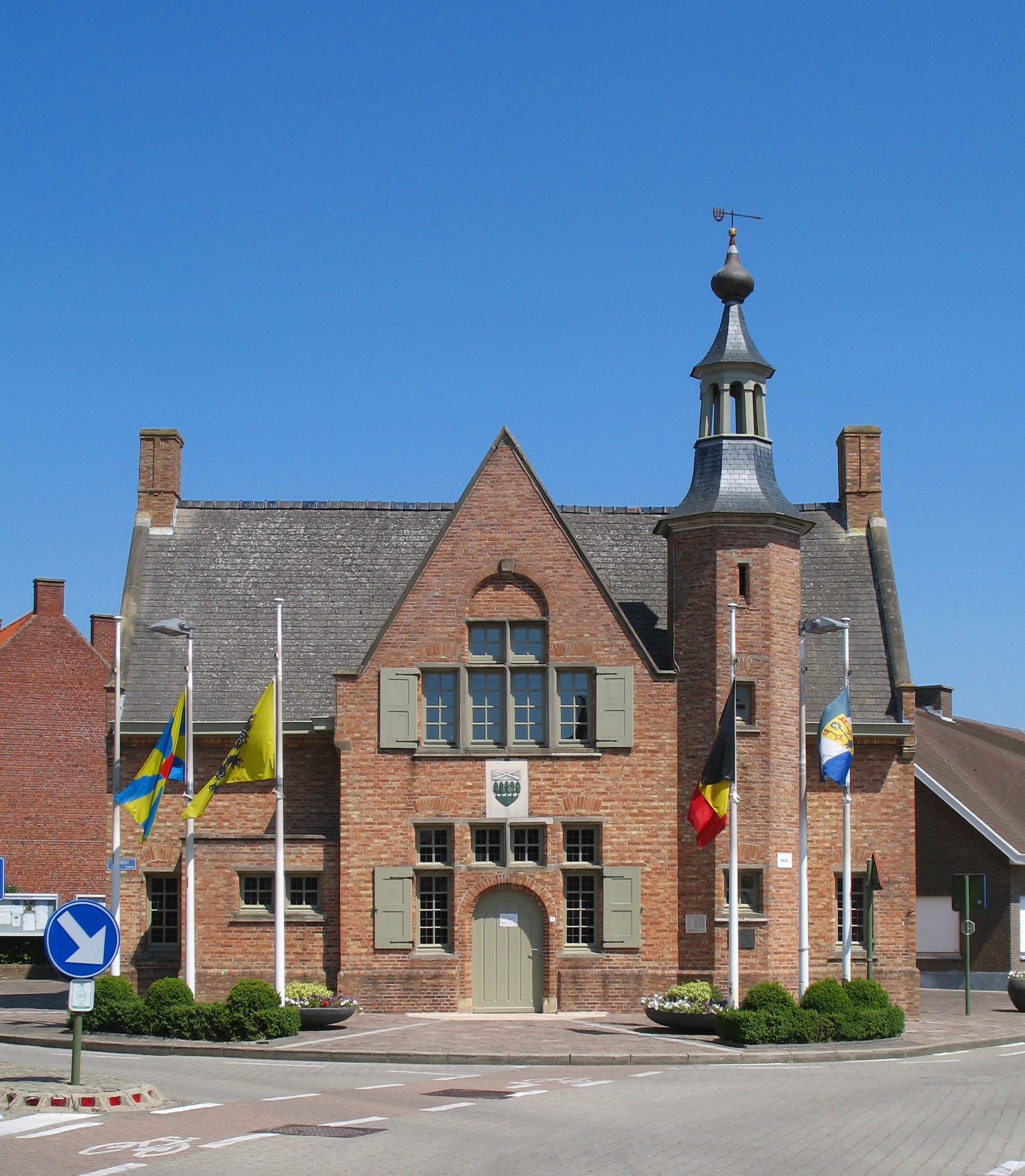
Rathaus von Houthulst

Diksmuide liegt 8 Kilometer (km) nordwestlich, Roeselare 12 km südöstlich, Oostende an der belgischen Küste 26 km nördlich, Kortrijk 28 km südöstlich, Brügge 30 km nordnordwestlich und Brüssel etwa 98 km östlich.

## Töchter und Söhne der Gemeinde
- Alois De Graeve (1896–1970), Bahnradsportler, geboren im Ortsteil Kerken

## Verkehr
Die nächsten Autobahnabfahrten befinden sich u. a. bei Ardooie und Roeselare an der A17, Ypern an der A19  und Nieuwpoort an der A18. 

In Kortemark, Roeselare und Ypern befinden sich die nächsten Regionalbahnhöfe und in Oostende, Brügge und Gent halten auch überregionale Schnellzüge.